# Huthagere, Maddur
Huthagere là một làng thuộc tehsil Maddur, huyện Mandya, bang Karnataka, Ấn Độ.